# Tamnoleđi zovoj
Tamnoleđi zovoj (lat. Puffinus auricularis) je rijetka vrsta morske ptice iz porodice zovoja koja živi u području tropa. 
Ime je dobio po Charlesu Haskinsu Townsendu, eminentnom američkom ornitologu i ihtiologu.
Srednje je veličine. Dug je oko 33 cm. Gornji dio tijela je crne, a donji bijele boje.  

## Vanjske poveznice
|  | Zajednički poslužitelj ima još gradiva o temi Puffinus auricularis |
|  | Wikivrste imaju podatke o taksonu Puffinus auricularis             |